# Nuestra Natacha
Nuestra Natacha es una obra de teatro de Alejandro Casona en tres actos, estrenada el 13 de noviembre de  1935 en Barcelona.

## Argumento
Natalia Valdés, Natacha, es una joven que ha conseguido ser la primera mujer doctorada en España en Pedagogía. Natacha irrumpe en la vida de un grupo de estudiantes universitarios y Lalo, uno de ellos, se enamora de la joven; al tiempo Natacha es designada directora del Reformatorio de las Damas Azules, institución penitenciaria que ella pretende transformar en un lugar habitable.

### Origen del personaje
Para crear el personaje de Natacha, Casona, al parecer, se inspiró en dos mujeres de su entorno: su madre, Faustina Álvarez (primera inspectora de enseñanza primaria en España) y Natalia Utray Sardá, compañera en el Teatro del Pueblo de las Misiones Pedagógicas, nieta de Agustín Sardá, cofundador de la ILE. Al estallar la guerra civil española, Utray, se alistó en el cuerpo de enfermeras del Ejército Republicano y tras la contienda se casó con otro "misionero" actor, Leopoldo Fabra Jiménez, licenciado en Medicina en 1935 y que alcanzó el grado de Comandante Médico del Ejército Republicano. Algunos estudios han especulado que Casona mezclase rasgos de Fabra y suyos propios para diseñar el personaje de "Lalo", que forma pareja en la obra con Natacha.

## Representaciones destacadas
- Teatro (Estreno, 1935). Intérpretes: Pepita Díaz de Artigas, Manuel Collado, Manuel Díaz González, Pastora Peña, Julia Pachelo, Mary Carrillo, Luis Manrique.
- Teatro (Madrid, julio de 1936). Intérpretes: María Fernanda Ladrón de Guevara, Amparo Rivelles.
- Teatro (Albacete, 1937). Intérpretes:  María Isbert, Pepe Isbert.
- Teatro (1966, Madrid). Dirección: Armando Moreno. Intérpretes: Nuria Espert, Pedro Osinaga, Agustín Povedano, Antonio Ramírez, Victoria Rodríguez.

## Versiones cinematográficas
En España, en 1936, Benito Perojo dirigió la película Nuestra Natacha, con actuación de Ana María Muñoz Custodio, Rafael Rivelles, Pastora Peña, Irene Caba Alba y Ramón Calvo, que llegó a estrenarse.
Julio Saraceni dirigió en Argentina en 1944 una versión cinematográfica de la obra con Amelia Bence, Esteban Serrador, Malisa Zini, Juana Sujo, Homero Cárpena y Mario Medrano.